# 巴登地区魏恩加滕
巴登地区魏恩加滕（德語：Weingarten (Baden)），简称魏恩加滕（德語：Weingarten，發音：[ˈvaɪnˌɡaʁtn̩] ⓘ），是德国巴登-符腾堡州卡尔斯鲁厄行政区卡尔斯鲁厄县的市镇，面积29.38平方千米，2023年12月31日人口为10,571人。